# Punto París
El punto París es una unidad de longitud definida como 2/3 de centímetro (6,7 mm). Se utiliza comúnmente para medir tallas de zapatos en Europa continental.
La unidad fue inventada por zapateros franceses a principios del siglo XIX. Su origen probablemente se encuentra en 2⁄3 centímetros siendo muy cercano a 1⁄4 de pulgada; una pulgada francesa pouce-roi tiene alrededor de 27 mm, una cuarta parte de eso es 6,7 mm, cerca de los 6,6 mm definidos para el punto París. 